# Ramón de Beas y Dutari
Ramón de Beas y Dutari (Sevilla, 5 de noviembre de 1804-Sevilla, 9 de febrero de 1880) fue un jurista y catedrático español, especializado en derecho canónico.

## Biografía
Méndez Bejarano, que lo tacha de «excelso canonista», lo hace nacido en Sevilla en 1804, en la calle Alta de la ciudad hispalense, y bautizado en la iglesia de San Isidoro. Desempeñó durante años la cátedra de Derecho Canónico en la universidad de su ciudad natal. Rector de la Academia Dominical de Leyes, tuvo papel de colaborador en el Concilio Vaticano I. Fue autor de un extenso y manuscrito tratado sobre el Regium Exequatur. Falleció en Sevilla en 1880.